# Adirondack Thunder
Adirondack Thunder är ett amerikanskt professionellt ishockeylag som spelar i den nordamerikanska ishockeyligan ECHL sedan 2015. Laget har dock sitt ursprung från när den första upplagan av Cincinnati Cyclones anslöt sig till East Coast Hockey League 1990. Tre namnbyten senare meddelade Calgary Flames ägarbolag Calgary Sports and Entertainment att man hade gjort en rockad för lag i American Hockey League (AHL) och ECHL. Man köpte först ECHL-laget Stockton Thunder i Stockton i Kalifornien med syfte att flytta det till Glens Falls i New York för att vara Adirondack Thunder i ECHL. Samtidigt flyttade man sitt lag i AHL, Adirondack Flames från Glens Falls till just Stockton för att vara Stockton Heat i AHL. 2017 sålde Calgary Sports and Entertainment Adirondack Thunder till ett lokalt konsortium.
Laget spelar sina hemmamatcher i inomhusarenan Cool Insuring Arena, som har en publikkapacitet på 4 794 åskådare. Thunder är samarbetspartner med New Jersey Devils i National Hockey League (NHL) och Binghamton Devils i AHL. De har ännu inte vunnit nån Kelly Cup, som är trofén till det lag som vinner ECHL:s slutspel.
Spelare som har spelat för dem är bland andra Ken Appleby, Matt Bailey, Mackenzie Blackwood, Rob Bordson, Mitchell Heard, Josh Jacobs, Pierre-Luc Létourneau-Leblond, Ryan Lomberg, Tom McCollum, Mason McDonald, Dylan Olsen, Kent Simpson, Scott Wedgewood och Colton White.